# تيفاني كاميرون
تيفاني كاميرون (16 أكتوبر 1991 في كندا - ) هي لاعبة كرة قدم كندية في مركز الهجوم. شاركت مع منتخب كندا لكرة القدم للسيدات. أما مع النوادي، فقد لعبت مع أبولون ليماسول وسياتل رين ونادي كانساس سيتي ونادي هوفنهايم وHapoel Nir Ramat HaSharon F.C. ‏ وTSG 1899 Hoffenheim (women) ‏ وToronto Lady Lynx ‏ وأوتاوا فيوري.

## وصلات خارجية
- تيفاني كاميرون على موقع الاتحاد الدولي (مؤرشف)  (الإنجليزية)
- تيفاني كاميرون على موقع الاتحاد الأوربي (الإنجليزية)
- تيفاني كاميرون على موقع اتحاد النرويج (النرويجية)
- تيفاني كاميرون على موقع قاعدة بيانات كرة القدم.إي يو (الإنجليزية)
- تيفاني كاميرون على موقع Soccerway.com (الإنجليزية)
- تيفاني كاميرون على موقع عالم كرة القدم.نت (الإنجليزية)